# ایلبن
ایلبن (به آلمانی: Elben) یک شهر در آلمان است که در راینلاند-فالتس واقع شده‌است.

## خصوصیات
ایلبن ۳۴۲ نفر جمعیت دارد.